# Chromeurytoma gregi
Chromeurytoma gregi är en stekelart som först beskrevs av Girault 1915.  Chromeurytoma gregi ingår i släktet Chromeurytoma och familjen puppglanssteklar. Inga underarter finns listade i Catalogue of Life.